# Cucina della Cornovaglia

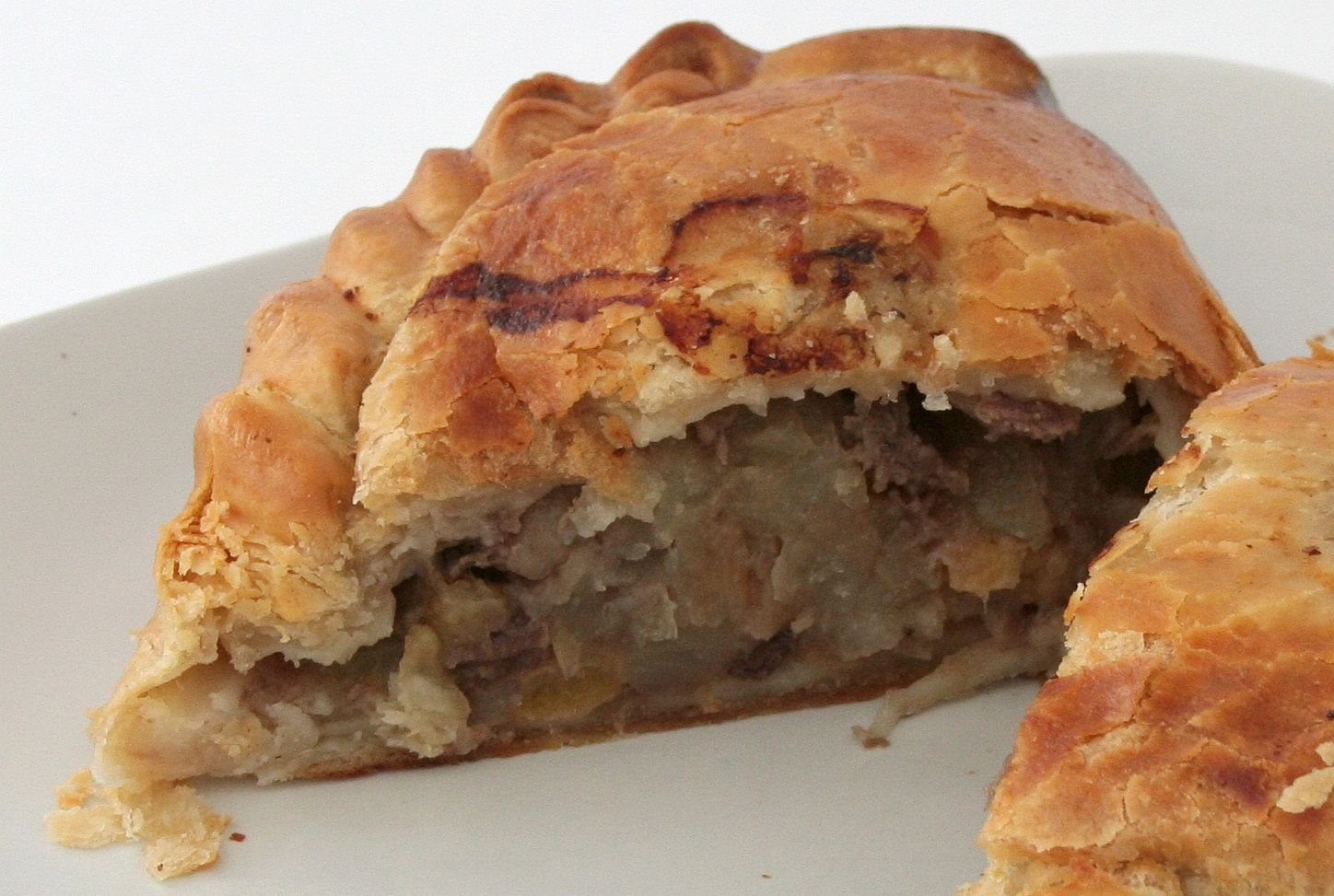
Un pasty della Cornovaglia

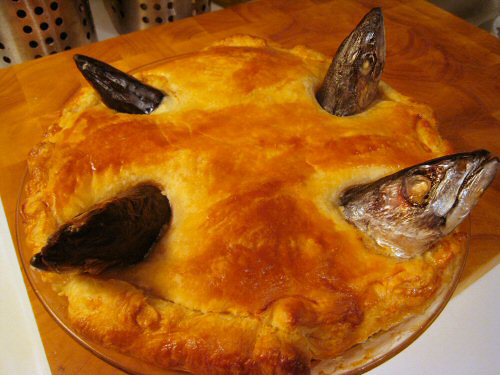
Lo stargazy pie, piatto tipico originario del villaggio di Mousehole

La cucina della Cornovaglia è la cucina della regione inglese di Cornovaglia. Fu fortemente influenzata dalla geografia della contea come dalla sua storia. Essendo la Cornovaglia una penisola circondata dai mari storicamente ha una grande tradizione di piatti a base di pesce. Il settore della pesca ha giocato un ruolo di primo piano nell'economia della contea. Il piatto per antonomasia della Cornovaglia, il pasty affonda le sue radici in un altro settore industriale storico per la regione, il settore estrattivo.
La Cornovaglia fu influenzata dalla cucina britannica, e ha similarità con la cucina del Devon.
Ad alcuni piatti della Cornovaglia, per legge dell'Unione Europea è stato garantito lo status di protezione geografica, facendo in modo che solo certi prodotti possano essere etichettati e venduti come "della Cornovaglia".
Il festival del cibo e delle bevande di Cornovaglia promuove questa cucina.
In questa cucina viene usata anche la carne derivata da selvaggina.